# Pub (bar)

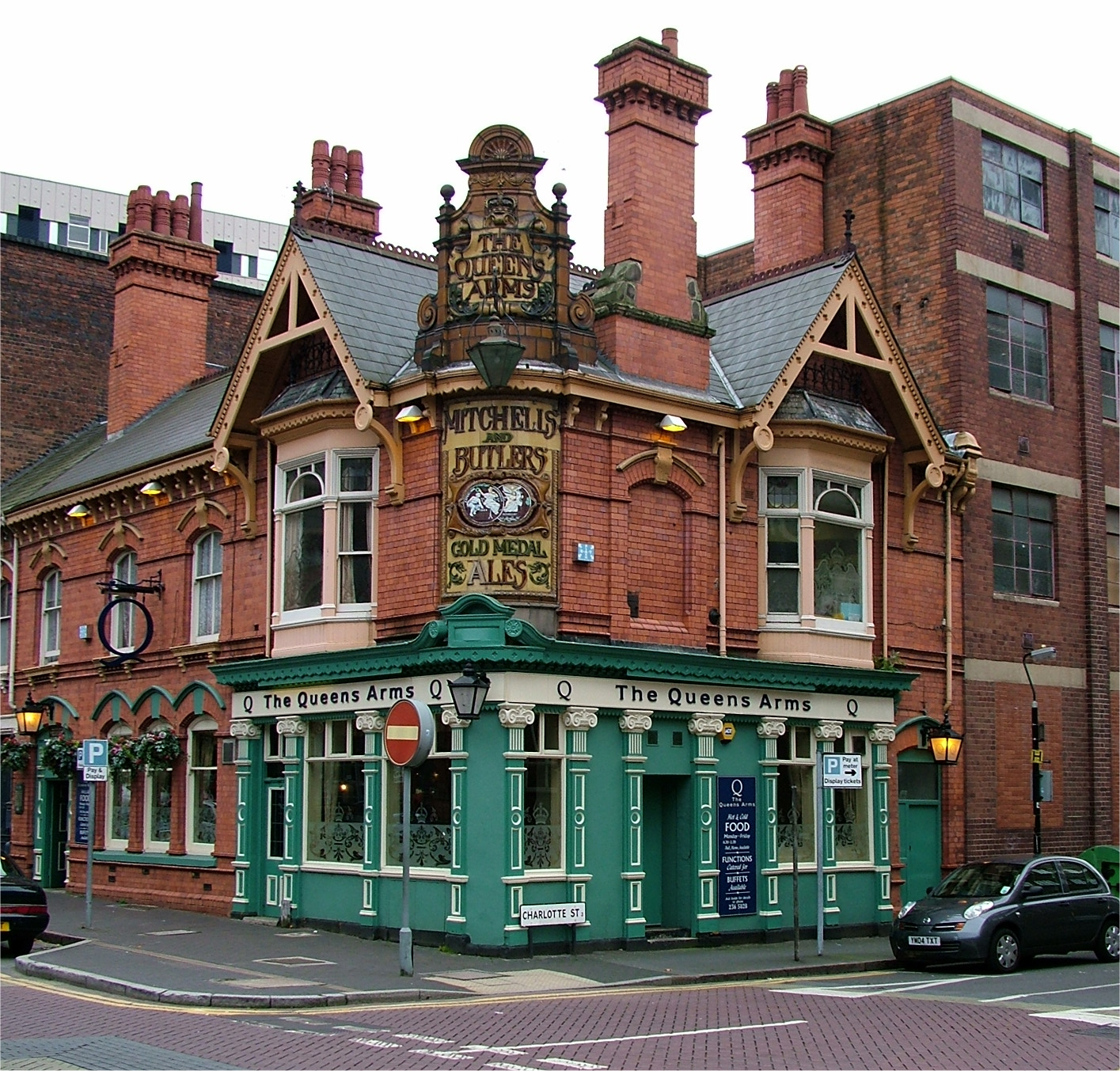
Puben The Queens Arms i Birmingham.

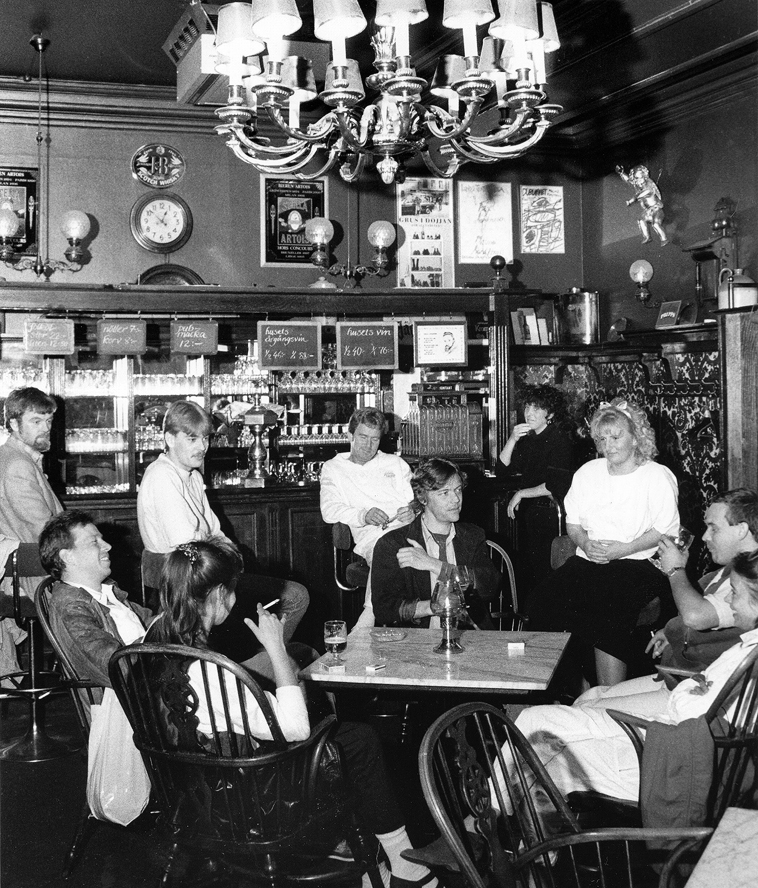
Klassiska Malmö-puben Bullen, en bra stund efter stängningsdags. Bullen var under 70- och 80-talen stamhak för Malmös kulturelit (bild från 1986).

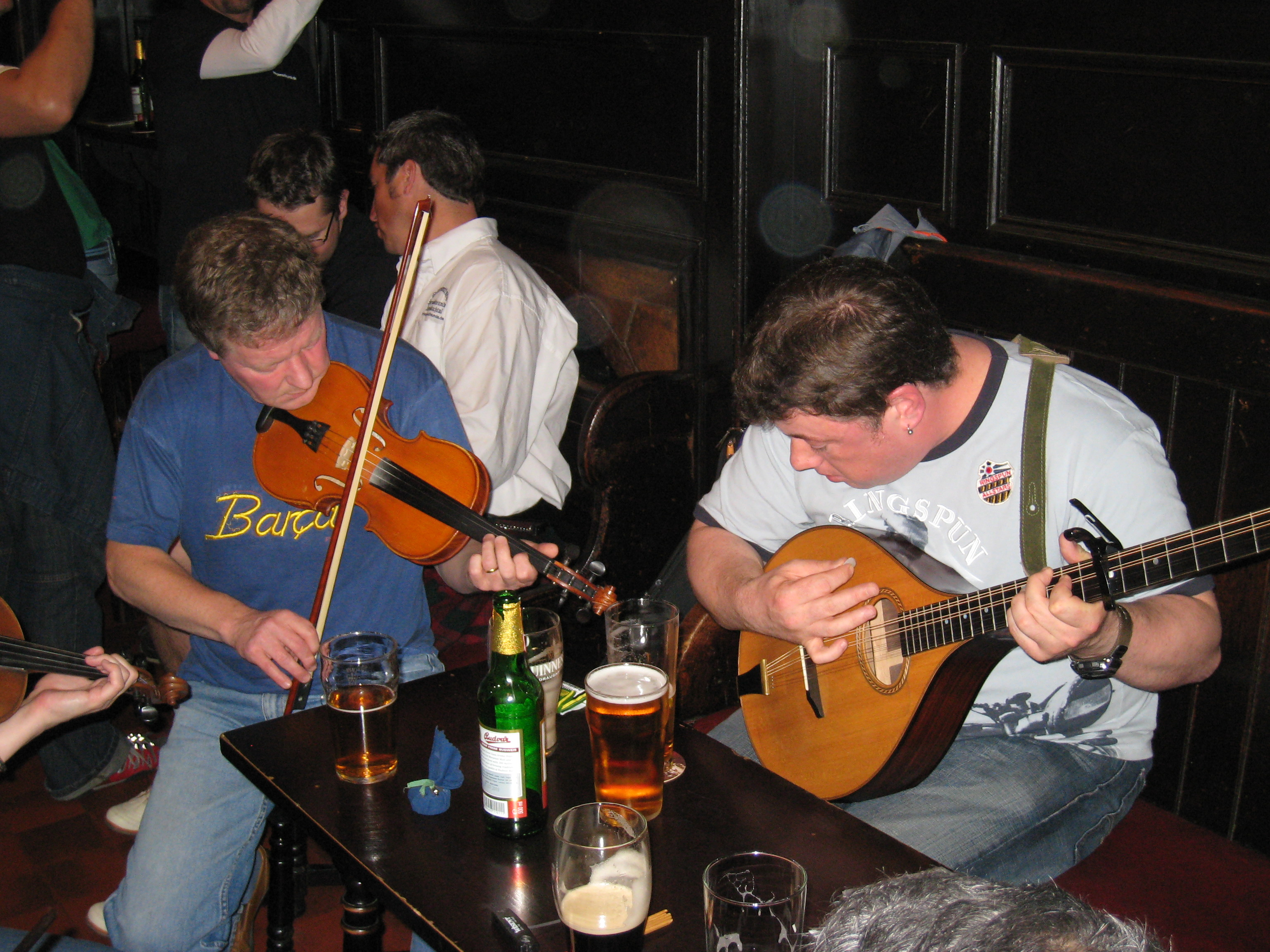
Musikunderhållning på en pub i Edinburgh.

En pub är en bar, främst för försäljning av öl, drycker och enklare maträtter. Pubar finns i olika stilar, som engelsk, tysk (bierstube), irländsk, dansk och svensk samt finländskt mellanölscafé. Skillnaderna ligger i inredning, seder och sortiment.
Ordet "pub" är engelskt och är en förkortning av public house, ’hus öppet för allmänheten’. Ordet är belagt i svenska språket sedan 1956.

## Pubar i Storbritannien
Pubar, Public houses, har en lång och viktig tradition i Storbritannien. År 2000 fanns det omkring 60 000 pubar i Storbritannien, men på senare år har antalet minskat till cirka 45 000. Enligt Guinness rekordbok är den äldsta puben i Storbritannien Ye Olde Fighting Cocks i St Albans, som sägs ha etablerats redan år 795. En annan anrik pub är Ye Olde Cheshire Cheese från 1538.